# Grote Reber
Grote Reber, ameriški astronom, * 22. december 1911, Wheaton, Illinois, ZDA, † 20. december 2002, Ouse, Tasmanija, Avstralija.
Reber velja za pionirja radijske astronomije.